# Éclipse solaire du 15 février 1961
L'éclipse solaire du 15 février 1961 est une éclipse totale.

## Une éclipse «européenne»
Elle fut l'éclipse « européenne » précédant la dernière du 11 août 1999.
Elle passa dans le sud de la France, au nord de l'Italie, au matin ; puis en Yougoslavie, en Roumanie ; ensuite en Union des républiques socialistes soviétiques : Ukraine, puis Russie.

## Intégration de l'éclipse dans le filmBarabbas

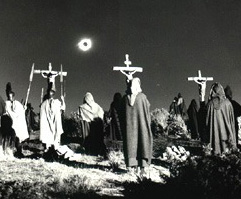
Scène de la crucifixion à Roccastrada tournée durant cette éclipse solaire.

Cette éclipse a été utilisée dans le tournage du péplum Barabbas, dans la scène de la crucifixion qui apparaît au début du film.
C'était à Roccastrada en Toscane, sur la bande de totalité.